# William Gaxton
William Gaxton (2 de diciembre de 1893 – 2 de febrero de 1963) fue un actor estadounidense, que trabajó en el vodevil, el cine y el teatro.  

## Resumen biográfico
Su verdadero nombre era Arturo Antonio Gaxiola, y nació en San Francisco (California). Gaxton era de ascendencia hispana, y primo del actor Leo Carrillo.
Gaxton debutó en Broadway con la obra Music Box Revue (23 de octubre de 1922), y siguió actuando en éxitos tales como la obra de Richard Rodgers y Lorenz Hart A Connecticut Yankee (1927), cantando "Thou Swell". También cantó "You Do Something to Me" en la pieza de Cole Porter Fifty Million Frenchmen (1929). Trabajó, así mismo, en Of Thee I Sing (1933), junto a Víctor Moore, en Anything Goes (1934, escrita por Cole Porter), con Ethel Merman y Víctor Moore, White Horse Inn (1936), Leave It to Me! (1938), también con Víctor Moore, y Louisiana Purchase (1940).
Para el cine trabajó, entre otras películas, en la versión filmada de Fifty Million Frenchmen (1931), en Best Foot Forward (1943), The Heat's On (1943) y Diamond Horseshoe (1945). 
William Gaxton falleció en 1963 en la ciudad de Nueva York, a causa de un cáncer.